# Выставки неофициального искусства СССР
Выставки неофициального искусства СССР играют большую роль в истории советского андеграунда, став важными вехами в истории его развития и восприятия публикой и властями. Публичные выставки были методом выхода из подполья, борьбы художников.

## Список
- 1965, 23 мая: Выставка на Сумской (Харьков)[2]
- 1967: Заборная выставка (Одесса)
- 1974, 25 августа: Выставка-акция (Москва, Гоголевский бульвар)
- 1974, 15 сентября: Бульдозерная выставка
- 1974, 29 сентября: Измайловская выставка (Выставка в лесопарке «Измайлово»)
- 1974, 22–25 декабря: Первая выставка «Газаневщины» в ДК имени И. И. Газа (Ленинград)
- 1975, 19–26 февраля: Выставка живописи в павильоне «Пчеловодство» ВДНХ
- 1975: Предварительные квартирные просмотры к Всесоюзной выставке[1]
- 1975, 10–20 сентября: Вторая выставка «Газаневщины» в ДК «Невский» (Ленинград)
- 1975, 20–30 сентября: Выставка в павильоне «Дом культуры» на ВДНХ
- 1977: Первая выставка секции живописи Горкома графиков на Малой Грузинской улице
- 1978: Первая выставка «20 московских художников»
- 1979, 17–28 февраля: «Цвет. Форма. Пространство»
- 1982: Первая выставка группы «21»
- 1982: APTART
- 1988: Однодневная выставка (Таганрог)